# Camerún en la Copa Mundial de Fútbol de 1998
Camerún en la Copa Mundial de Fútbol de 1998, la selección de Camerún fue uno de los 32 países participantes de la Copa Mundial de Fútbol de 1998, realizada en Francia. El seleccionado camerunés clasificó a la cita de Francia, gracias a que ganó su grupo de la eliminatoria africana.

## Clasificación

### Grupo 4
| País     | J | G | E | P | GF | GC | GD | Pts |
| -------- | - | - | - | - | -- | -- | -- | --- |
| Camerún  | 6 | 4 | 2 | 0 | 10 | 4  | 6  | 14  |
| Angola   | 6 | 2 | 4 | 0 | 7  | 4  | 3  | 10  |
| Zimbabue | 6 | 1 | 1 | 4 | 6  | 7  | −1 | 4   |
| Togo     | 6 | 1 | 1 | 4 | 6  | 14 | −8 | 4   |

| 10-11-1996 | Togo                              | 2–4     | Camerún                              | Stade de Kégué, Lomé                                      |                                                           |
|            | Noutsoudje 50' · Salou 83' (pen.) | Reporte | Tchami 10' 24' 55' · Missé-Missé 63' | Asistencia: 15,000 espectadores Árbitro(s): Lim Kee Chong | Asistencia: 15,000 espectadores Árbitro(s): Lim Kee Chong |

| 12-1-1997 | Camerún | 0–0     | Angola | Stade Ahmadou Ahidjo, Yaundé                             |                                                          |
|           |         | Reporte |        | Asistencia: 75,000 espectadores Árbitro(s): Said Belqola | Asistencia: 75,000 espectadores Árbitro(s): Said Belqola |

| 6-4-1997 | Camerún       | 1–0     | Zimbabue | Stade Ahmadou Ahidjo, Yaundé                                    |                                                                 |
|          | Tchoutang 80' | Reporte |          | Asistencia: 50,000 espectadores Árbitro(s): Jean-Fidèle Diramba | Asistencia: 50,000 espectadores Árbitro(s): Jean-Fidèle Diramba |

| 27-4-1997 | Camerún                   | 2–0     | Togo | Stade Ahmadou Ahidjo, Yaundé                                   |                                                                |
|           | Tchoutang 87' · Mboma 90' | Reporte |      | Asistencia: 25,000 espectadores Árbitro(s): Lucian Bouchardeau | Asistencia: 25,000 espectadores Árbitro(s): Lucian Bouchardeau |

| 8-6-1997 | Angola   | 1–1     | Camerún   | Estádio da Cidadela, Luanda                                 |                                                             |
|          | Akwá 55' | Reporte | Mboma 47' | Asistencia: 60,000 espectadores Árbitro(s): Charles Masembe | Asistencia: 60,000 espectadores Árbitro(s): Charles Masembe |

| 17-8-1997 | Zimbabue  | 1–2     | Camerún       | National Sports Stadium, Harare                               |                                                               |
|           | Dinha 82' | Reporte | Mboma 50' 54' | Asistencia: 12,736 espectadores Árbitro(s): Gamal Al-Ghandour | Asistencia: 12,736 espectadores Árbitro(s): Gamal Al-Ghandour |

## Jugadores
| #  | Nombre               | Posición      | Edad | Club                 |
| -- | -------------------- | ------------- | ---- | -------------------- |
| 1  | Jacques Songo'o      | Portero       | 34   | Deportivo La Coruña  |
| 2  | Joseph Elanga        | Mediocampista | 19   | Tonnerre Yaoundé     |
| 3  | Pierre Wome          | Defensor      | 19   | Lucchese             |
| 4  | Rigobert Song        | Defensor      | 21   | FC Metz              |
| 5  | Raymond Kalla        | Defensor      | 23   | Panachaiki GE        |
| 6  | Pierre Njanka        | Defensor      | 23   | Olympic Mvolyé       |
| 7  | François Omam-Biyik  | Delantero     | 32   | Sampdoria            |
| 8  | Didier Angibeaud     | Mediocampista | 23   | OGC Niza             |
| 9  | Alphonse Tchami      | Delantero     | 27   | Hertha de Berlín     |
| 10 | Patrick Mboma        | Delantero     | 27   | Gamba Osaka          |
| 11 | Samuel Eto'o         | Delantero     | 17   | Leganés              |
| 12 | Lauren Etame Mayer   | Defensor      | 21   | Levante              |
| 13 | Patrice Abanda       | Defensor      | 19   | Tonnerre Yaoundé     |
| 14 | Augustine Simo       | Mediocampista | 19   | Saint Etienne        |
| 15 | Joseph N'Do          | Mediocampista | 22   | Cottonsport Garoua   |
| 16 | Bassey William Andem | Portero       | 29   | Boavista             |
| 17 | Michel Pensée        | Defensor      | 24   | Cheonan Ilhwa Chunma |
| 18 | Samuel Ipoua         | Delantero     | 25   | Rapid Viena          |
| 19 | Marcel Mahouvé       | Mediocampista | 25   | Montpellier          |
| 20 | Salomon Olembé       | Mediocampista | 17   | Nantes               |
| 21 | Joseph-Désiré Job    | Delantero     | 20   | Lyon                 |
| 22 | Alioum Boukar        | Portero       | 26   | Samsunspor           |
| DT | Claude Le Roy        |               |      |                      |

## Participación

### Primera fase

#### Grupo B
| Equipo  | Pts | PJ | PG | PE | PP | GF | GC | Dif |
| ------- | --- | -- | -- | -- | -- | -- | -- | --- |
| Italia  | 7   | 3  | 2  | 1  | 0  | 7  | 3  | 4   |
| Chile   | 3   | 3  | 0  | 3  | 0  | 4  | 4  | 0   |
| Austria | 2   | 3  | 0  | 2  | 1  | 3  | 4  | -1  |
| Camerún | 2   | 3  | 0  | 2  | 1  | 2  | 5  | -3  |

| 11 de junio de 1998, 21:00 | Camerún    | 1:1 (0:0) | Austria       | Stade de Toulouse, Toulouse                                              |                                                                          |
|                            | Njanka 77' | Reporte   | Polster 90+1' | Asistencia: 33.500 espectadores Árbitro(s): Epifanio González (Paraguay) | Asistencia: 33.500 espectadores Árbitro(s): Epifanio González (Paraguay) |

| 17 de junio de 1998, 21:00 | Italia                        | 3:0 (2:0) | Camerún | Stade de la Mosson, Montpellier                                       |                                                                       |
|                            | Di Biagio 7' · Vieri 75', 89' | Reporte   |         | Asistencia: 29.800 espectadores Árbitro(s): Edward Lennie (Australia) | Asistencia: 29.800 espectadores Árbitro(s): Edward Lennie (Australia) |

| 23 de junio de 1998, 16:00 | Chile      | 1:1 (1:0) | Camerún   | Stade de la Beaujoire, Nantes                                       |                                                                     |
|                            | Sierra 20' | Reporte   | Mboma 56' | Asistencia: 35.500 espectadores Árbitro(s): Laszlo Vagner (Hungría) | Asistencia: 35.500 espectadores Árbitro(s): Laszlo Vagner (Hungría) |